# Гюнтер Хербургер
Гюнтер Хербургер (на немски: Günter Herburger) е германски писател, автор на романи, разкази, стихотворения, сценарии и книги за деца.

## Биография
Гюнтер Хербургер е роден на 6 април 1932 г. в семейството на ветеринар. От 1945 до 1950 г. учи в гимназията на Шелклинген. После следва санскритски, философия и театрознание в Мюнхенския университет.
Прекъсва през 1954 г. и тръгва да пътува. Живее временно на остров Ибиса, в Мадрид и в Оран, като се издържа от случайна работа. В Париж се свързва с писателя Йозеф Брайтбах. През 1956 г. е принуден по здравословни причини да се завърне в Мюнхен, където пише първия си роман.
През 1957 г. Хербургер успява да получи назначение в Южнонемското радио в Щутгарт и една година сътрудничи в продуцирането на предавания на живо и документални филми. С посредничеството на Хелмут Хайсенбютел се свързва с други писатели и публикува първите си текстове.
Оттук нататък писането става за него основно занимание и през 1964 г. излиза първата му книга с разкази, приета положително от критиката.
След 1964 г. Хербургер взима участие в срещите на свободното литературно сдружение „Група 47“.
През 1973 г. започва работата си над трилогията „Туя“ (Thuja) – цикъл от романи, който ще завърши през 90-те години.
Хербургер се ангажира политически като член на Германската комунистическа партия и с изследователска цел често пребивава в ГДР. По-късно у него настъпва идейно отрезвяване поради догматичния курс на партията.
През 1973 г. заедно с писателите Мартин Грегор-Делин, Михаел Крюгер, Паул Вюр и Танкред Дорст основава в Мюнхен първата кооперативна авторска книжарница.
След 1974 г. Хербургер постепенно се отдръпва от литературния живот и независимо от спечелените множество литературни награди бавно изпада в забрава.
Член е на немския ПЕН клуб.
Гюнтер Хербургер умира на 3 май 2018 г. в Берлин на 86-годишна възраст.

## Награди и отличия
- 1965: „Preis der Jungen Generation“, Literatur
- 1967: Adolf-Grimme-Preis mit Gold
- 1973: „Бременска литературна награда“
- 1979: „Награда Герит Енгелке“ (заедно с Гюнтер Валраф)
- 1991: „Награда Петер Хухел“
- 1991: „Награда Тукан“
- 1992: „Награда Ханс Ерих Носак“
- 1997: „Мюнхенска литературна награда“
- 2008: „Награда на Югозападното радио“ für Der Kuss
- 2011: Lübecker Literaturtreffen
- 2011: Johann-Friedrich-von-Cotta-Literatur- und Übersetzerpreis der Landeshauptstadt Stuttgart